# Rhingia cuthbertsoni
Rhingia cuthbertsoni är en tvåvingeart som beskrevs av Charles Howard Curran 1939. Rhingia cuthbertsoni ingår i släktet näbblomflugor, och familjen blomflugor. Inga underarter finns listade i Catalogue of Life.